# Festuca pseudovaginata
Festuca pseudovaginata là một loài thực vật có hoa trong họ Hòa thảo. Loài này được Penksza mô tả khoa học đầu tiên năm 2003.